# Geschichtspreis des Mindener Geschichtsvereins
Der Geschichtspreis des Mindener Geschichtsvereins (umgangssprachlich auch als Mindener Geschichtspreis bezeichnet) wird an Wissenschaftler vergeben, die herausragende Forschungen zur Geschichte im Bereich des heutigen Kreises Minden-Lübbecke erbracht haben. Ausgezeichnet werden wissenschaftliche Arbeiten zu allen Epochen und allen Bereichen der Geschichte, teilnehmen können alle Personen, die sich beruflich oder in ihrer Freizeit mit Geschichte beschäftigen. Der Preis ist mit 2.500 Euro dotiert und wird seit 1999 alle drei Jahre vom Mindener Geschichtsverein vergeben. Über die Preisvergabe entscheidet der Vorstand des Vereins auf Vorschlag einer Jury.
Der Geschichtspreis des Mindener Geschichtevereins ist eine der bedeutenden Auszeichnungen im Bereich der westfälisch-lippischen Landesgeschichte. Weitere Auszeichnungen sind der Karl-Zuhorn-Preis, der Gustav-Engel-Preis, der Otto-Weerth-Preis, der Jodocus-Hermann-Nünning-Preis, der Ignaz-Theodor-Liborius-Meyer-Preis und der Friedrich-Brinkmann-Archäologiepreis.

## Preisträger
- 1999 Sabine Wehking (Herausgabe des Inschriftenbuches der Stadt Minden)
- 2004 Wolfhart Beck (Dissertation über die evangelischen Gemeinden des Kirchenkreises Lübbecke zwischen Kaiserreich und Bundesrepublik) und Bernd-Wilhelm Linnemeier (Buch über Jüdisches Leben in Stadt und Fürstentum Minden in der Frühen Neuzeit)
- 2007 Rainer Hahn (Projektarbeit über Geschichte und Erhalt des Schlossparks Hüffe in Preußisch Oldendorf)
- 2010 Andreas Müller (Darstellung über den Kirchenkreis Minden in der Zeit des Nationalsozialismus)
- 2013 Bärbel Sunderbrink (Dissertation über die französische Herrschaft in Minden-Ravensberg 1806–1813, dafür auch ausgezeichnet mit dem Ignaz-Theodor-Liborius-Meyer-Preis)
- 2016 Dieter Besserer für  „Jüdisches Leben in der Stadt Preußisch Oldendorf“; Friedhelm Schäffer und Oliver Nickel für  „Ich hatte nichts gegen Deutsche, nur gegen Faschisten. Die Lebensgeschichte des Ferdinand Matuszek.“
- 2019 Sebastian Schröder für „Die Lübbecker Mark. Die Organisation städtischer Markenherrschaft im Minden-Ravensberger Land (1570–1700)“
- 2023 Friederike Maria Schnack für ihre Dissertation zu den Handlungsspielräumen der Mindener Bischöfe zwischen 1250 und 1500[1]